# Universidad de Cabo Verde
La Universidad de Cabo Verde (en portugués: Universidade de Cabo Verde) es una universidad pública de Cabo Verde. La universidad fue fundada en 2006 por la fusión de dos colegios:
- ISE (Instituto Superior de Educação), ubicado en Praia
- ISECMAR (Instituto Superior de Ciências e Engenharias do Mar) en Mindelo

En 2007 una tercera escuela oficialmente se unió a las otras:
- INIDA (Instituto Nacionai de Investigação e Desenvolvimento Agrario) en São Jorge dos Órgãos.